# Janus Secundus
Janus Secundus, voluit Janus Secundus Nicolai Hagiensis, eigenlijk Jan Everaerts, (Den Haag, 15 november 1511 - Doornik, 25 september 1536) was een Nederlandse humanistische dichter die voornamelijk in het Latijn dichtte.

## Levensloop
Janus Secundus werd op 15 november 1511 geboren in Den Haag. Zijn bijnaam Secundus kreeg hij omdat 15 november een feestdag was voor de martelaar Secundus. Johannes Secundus was een van achttien kinderen, van wie een aantal vroeg gestorven is. Secundus´ vader, Nicolaas Everaerts, was president van het Hof van Holland en streefde, zoals veel juristen in die tijd, naar de invoering van het Romeins Recht, dat een einde moest maken aan de privileges van de adel. Het hele gezin stond aan de kant van de keizer.
Johannes Secundus en twee van zijn oudere broers, Nicolaus Grudius en Hadrianus Marius, streefden een carrière als dichter na, nadat ze hun rechtenstudie voltooid hadden. Secundus en Grudius verlangden naar rijkdom en eer. Zij sloten zich hiermee aan bij de vele juristen die meenden dat ze evenveel recht op aanzien hadden als de edelen, omdat ze veel meer kennis en talent bezaten.
Secundus woonde nog in Den Haag en was pas tien jaar oud, toen hij zijn eerste Latijnse verzen schreef. Hij had, samen met zijn twee dichtende broers, in een klein klasje Latijn en Grieks geleerd. Deze drie jonge dichtende broers werden later ook wel de tres fratres belgae genoemd.
Toen Secundus zestien was, verhuisde het gezin naar Mechelen, waar hij rechten ging studeren. Daar kwam hij ook in aanraking met de bloeiende hofcultuur van Margareta van Oostenrijk, een cultuur die het beste van de gotiek en de renaissance mengde. Ook ontmoette Secundus in die periode in Mechelen zijn eerste grote geliefde Julia, althans zo beweert hij.
Secundus en zijn broers, net als vele andere humanisten uit die tijd, keken neer op talen als Engels en Nederlands. Van Grudius is bekend dat hij brieven heeft geschreven in het Nederlands en in het Frans, maar voor literaire doeleinden werd het Latijn gebruikt.

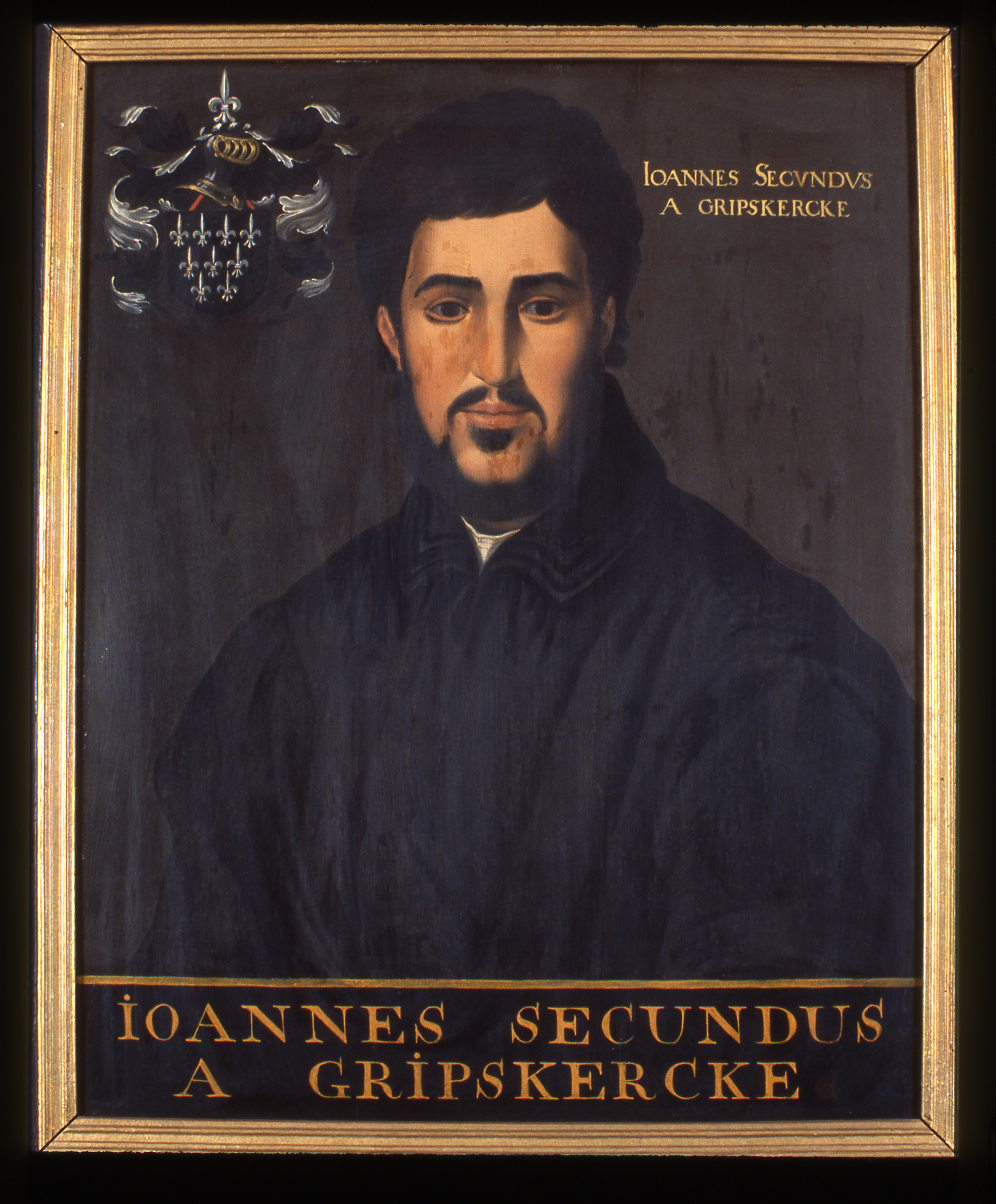
Zestiende-eeuws portret van Janus Secundus

Op zijn eenentwintigste verhuisde Secundus naar Brussel en een jaar later naar Bourges. Aan de Universiteit van Bourges maakte hij zijn studie af en toen de pest daar uitbrak, vluchtte hij samen met zijn broer Marius naar het platteland. Een paar maanden later keerden ze terug naar Bourges en korte tijd daarna, in 1533, weer naar Mechelen. Vanuit daar reisde Secundus naar Spanje, om zijn broer Grudius te bezoeken. Pas na een jaar vond Secundus een baan in het naar zijn mening onbeschaafde Spanje, als schrijver voor de aartsbisschop van Toledo. Hij reisde met het keizerlijk hof mee door Spanje.
In 1534 kreeg Secundus een ernstige koorts, als gevolg van malaria. In 1535 ging hij terug naar Nederland en werd hij in Utrecht behandeld voor bloedarmoede, maar hij bleef ziek en hij had geen geld meer. Waarschijnlijk voelde hij zijn einde naderen en heeft hij daarom in het laatste jaar van zijn leven nog veel geschreven. Zo heeft hij onder andere veel van zijn gedichten herschreven en geordend, maar hij heeft niet alles kunnen voltooien. Janus Secundus is gestorven in 1536, en is dus nog geen 25 jaar geworden. Een aantal gedichten is tijdens zijn leven gepubliceerd, maar de meeste zijn na zijn vroegtijdige dood door anderen gepubliceerd. Zo hebben Secundus´ twee dichtende broers, Grudius en Marius, het verzameld werk van hun jongere broer uitgegeven in 1541, vijf jaar na diens dood. Het is dus moeilijk te weten wat Secundus precies zelf heeft gedaan aan het ordenen van zijn poëzie, en misschien hebben zijn broers zelfs sommige verzen veranderd of toegevoegd. Secundus zelf liet aantekeningen achter over verbetering van zijn werk, en sommige van deze zijn inderdaad duidelijk achteraf verwerkt voor publicatie.

## Werken

### DeBasia
Ondanks zijn korte leven liet Secundus een grote hoeveelheid uiteenlopende werken na. Secundus dankt zijn roem aan zijn liefdesgedichten. Het meest bekend zijn tegenwoordig zijn Basia, ‘Kusgedichten’. Dit boek bestaat uit negentien relatief korte gedichtjes over het kussen, waarin Secundus kuspartijen met zijn Spaanse geliefde Neaera beschrijft. Bij het lezen van de Basia denkt men meteen aan de klassieke liefdesdichter Catullus, aan wie Secundus zijn inspiratie voor deze kusjesbundel ontleende. De Basia zijn namelijk een variatie op twee kusgedichten van Catullus (5 en 7), alle twee geschreven in hendecasyllabi. De Basia zijn lieflijk en zoet, en passen dus in een traditie van mooie lyriek. Het zijn tedere gedichtjes, zonder al te grove woorden of uitdrukkingen, zoals Catullus die soms echter wel gebruikt.
De Basia zijn geschreven in verschillende maten, onder andere in elegische disticha en hendecasyllabi. De bundel begint met een mythologisch aition voor de kus, die ontstaan is uit de Kus van Venus. Mythologische scènes zijn ook te vinden in Kus vijftien en achttien.
Opvallend aan de Basia is dat de gedichten uit deze bundel één onderwerp op verschillende manieren behandelen, zonder dat de lezer verveeld raakt. Het is een samenhangende, boeiende cyclus, zorgvuldig in elkaar gezet.

### Elegieën
Maar het zou Secundus onrecht aandoen wanneer alleen zijn Basia besproken zouden worden. Minstens even vermaard zijn Secundus’ drie boeken elegieën. Het eerste boek bevat elf gedichten en wordt Julia Monobiblos genoemd, omdat het liefdesgedichten zijn die draaien om de al dan niet echt bestaande eerste geliefde van Secundus, Julia. De elegieën uit het eerste boek vormen samen een min of meer compleet verhaal over hoe de dichter Julia leerde kennen in mei, hoe zijn verhouding met haar was en hoe hij haar uiteindelijk verloor toen ze trouwde met een andere man. Daarnaast is de titel van dit boek een verwijzing naar het eerste boek van de elegieën van Propertius, dat ook monobiblos werd genoemd door zijn eerste editor, Philippus Beroaldus de Oudere. Net zoals het monobiblos van Propertius vertelt het monobiblos van Secundus over de passie van de dichtende ik-figuur voor één geliefd meisje. Echter, het monobiblos van Secundus is duidelijk een cyclus, het vertelt de gebeurtenissen in chronologische volgorde en is compleet, in tegenstelling tot het eerste boek van Propertius. Secundus’ cyclus begint met een gesprek tussen de dichter en Cupido, en ook de laatste elegie is weer gericht aan Cupido.
Secundus’ kijk op liefde, Amor, lijkt op die van Propertius. Secundus werd soms dan ook de Belgische Propertius genoemd. Bij Propertius, en ook bij Secundus, draait het echt om het meisje en de gevoelens die zij bij de dichter opwekt en waarmee zij hem inspireert, terwijl bijvoorbeeld bij Ovidius het meisje vooral een noodzakelijke voorwaarde lijkt te zijn om liefdeselegie te kunnen schrijven.
Maar hoewel de kijk op de liefde op Propertius is gebaseerd, lijkt de opbouw van het eerste boek van de elegieën van Secundus te zijn gebaseerd op die van Ovidius’ eerste boek van de Amores. Zo vormen de eerste twee elegieën een soort inleiding in de liefdespoëzie, waarin Secundus schrijft dat Cupido hem inspireerde. In de derde elegie komt het geliefde meisje naar voren, en vanaf daar begint het verhaal te lopen. In elegie drie tot en met zes wordt liefde en verlangen beschreven en gevierd, in elegie zeven tot en met negen klaagt de dichter en verliest hij zijn meisje aan een rivaal, en in elegie tien droomt de dichter dat hij zijn meisje weer heeft en hoopt hij dat de droom heel lang mag duren. Ten slotte, in elegie elf, het laatste gedicht van het monobiblos, richt Secundus zich weer op zijn taak als liefdesdichter en beweert hij dat zijn werk helemaal niet onwaardig is aan Cupido.
Achteraan het monobiblos zijn drie Elegiae sollemnes toegevoegd als appendix. Het zijn drie herdenkingsgedichten aan Julia, nadat de dichtende ik-figuur haar had verloren aan een ander. Samen vormen deze drie herdenkingsgedichten aan Julia een cyclus, geplaatst tussen het eerste en het tweede boek van elegieën van Janus Secundus. Waarschijnlijk schreef hij na zijn vermeende verlies van Julia aan haar man elk jaar een herdenkingsgedicht in mei, ter herinnering aan het feit dat hij haar in mei 1531 had leren kennen.
De eerste elegia sollemnis schreef Secundus dus in mei 1532, toen hij in Bourges rechten studeerde. Het is in dit gedicht dat Secundus jaarlijkse rituelen aan Cupido belooft, en waarvan de volgende twee elegiae sollemnes deel van uitmaken. De tweede elegia sollemnis schreef Secundus een jaar later, in mei 1533, toen hij net terug was in de Nederlanden maar op het punt stond naar Spanje te vertrekken. Hij maakt in dit gedicht duidelijk dat hij een echt ritueel van de herdenkingsplechtigheid gaat maken. De derde elegia sollemnis, geschreven in mei 1534, is alweer de laatste uit de reeks. Het boek heeft geen titel. Secundus was toen in Toledo, aan de oevers van de Taag. Hij ziet in dit derde gedicht niet zoveel meer in het herdenkingsritueel omdat Cupido zo gemeen voor hem is en hij te sterk door liefdespijlen wordt getroffen. Hij heeft namelijk inmiddels een nieuwe geliefde, Neaera. De lezer merkt dus dat de dichter bij elke herdenkingselegie steeds een beetje verder van Julia afstaat en dat hij verdergaat met zijn leven.
In het tweede boek van de elegieën heeft de dichter het immers helemaal niet meer over Julia, maar er verschijnen meisjes met verschillende namen, of zelfs zonder naam. In de eerste elegie van het tweede boek geeft Secundus duidelijk de strekking van dat boek aan. Hij wil geen grote werken, dat wil zeggen geen leerdichten en geen epen, schrijven. Vergilius, Homerus en Hesiodus mogen dus rustig in de Onderwereld blijven. Hij blijft bij de kleine elegieën, waarvoor hij Propertius als voorbeeld en inspirator neemt. Hier zie je duidelijk de recusatio, de traditionele elegische afwijzing van het epische genre.
De poëtische waarde van het derde boek met elegieën is veel minder dan van de eerdere twee boeken. De onderwerpen van de gedichten zijn hier heel gevarieerd, evenals de momenten waarop deze gedichten geschreven zijn. Deze gedichten zijn duidelijk geordend door de broers van Secundus, na diens dood.
Zoals bij vele elegische dichters, is er ook bij Janus Secundus nog altijd onenigheid over het al dan niet echt bestaan van de geliefde meisjes over wie hij schrijft. Er zijn echte brieven gevonden waaruit zou blijken dat Julia echt bestaan heeft, en dat ze misschien zelfs prostituee zou zijn. Maar deze zijn later weer in twijfel getrokken, en ook Secundus zelf speelt in zijn poëzie soms met het idee dat Julia slechts een personage is.

### Secundus’ andere poëzie
Naast de elegieën en Basia heeft Secundus nog veel meer geschreven, hier een kort lijstje:
- Odes: Secundus heeft twaalf odes geschreven. Net als het derde boek van de elegieën hebben ook de broers van Secundus deze odes geordend.
- Epigrammen: Het eerste boek met epigrammen bestaat uit 67 onderdelen, het tweede boek uit zeventien.
- Gepubliceerde brieven: De negentien epistulae van Secundus zijn verdeeld in twee boeken, van dertien en van zes brieven. Deze verdeling is gemaakt wegens metriek, een deel is elegisch en een deel heroïsch: het eerste deel is geschreven in elegisch distichon, het tweede in de dactylische hexameter, gebaseerd op de brieven van Horatius.
- Funera: Dit zijn herdenkingen aan geliefde, overleden tijdgenoten. Er zijn 29 gedichten in het Funerum liber van Secundus. Hiervan is er één, het langste van de gedichten, een querela, ofwel treurdicht, over de dood van Nicolaus Everardi, Secundus’ vader. Vier van de funera, van gemiddelde lengte, worden naeniae genoemd, 'lijkzangen', waarvan er één over de dood van Thomas More gaat. De overige gedichten zijn allemaal epitaphia, grafschriften.
- Silvae: Dit is een bundel van tien verschillende gedichten, die niet in andere bundels thuishoren.